# Театр-студия под руководством Р. Н. Симонова
Театр-студия под руководством актёра и режиссёра вахтанговской школы Р. Н. Симонова работал в Москве с 1928 по 1937 год. Закрыт в 1937 году в результате слияния с московским Театром рабочей молодёжи.

Рубен Николаевич Симонов, 1935 г.

## Предыстория
В 1926 году 27-летний актёр и режиссёр Театра имени Евг. Вахтангова Рубен Николаевич Симонов пришёл к решению о создании театра-студии. Воспитанник Шаляпинской и Вахтанговской студий, к этому времени он уже был известен в московских театральных кругах исполнением ролей Труффальдино и Панталоне («Принцесса Турандот», 1922 и 1924), Вице-короля («Комедии Мериме», 1924), Жевакина («Женитьба» Н. Гоголя, 1924), Аметистова («Зойкина квартира» М. Булгакова) в 1926. В 1923 году побывал с 3-й Студией МХТ на гастролях в Латвии, Эстонии, Швеции, Германии. Поставил водевиль «Лев Гурыч Синичкин» Д. Ленского (исполнил роль Синичкина) в студии им. Вахтангова в 1924, «Марион Делорм» В. Гюго в Театре имени Евг. Вахтангова (1926), «Вокруг света на самом себе» В. Шкваркина в театре «Комедия (бывш. Корш)» (1926). В 1924 году начал преподавательскую деятельность в театральной школе при Театре имени Евг. Вахтангова.

## Состав труппы[5]

Р. Н. Симонов (в центре) с артистами Театра-студии. 1932 г.

Первое организационное собрание будущего театра-студии состоялось осенью 1926 года. Коллектив составился из группы молодых актёров Шаляпинской студии, студийцев «Синей птицы» и студентов-выпускников Центрального техникума театрального искусства. С самого начала к работе в студии Р. Н. Симонов привлёк А. М. Лобанова, И. М. Рапопорта, А. М. Габовича и В. А. Швембергера (режиссёры), художника Б. А. Матрунина, Н. И. Сизова и М. Н. Териана (композиторы и заведующие музыкальной частью), Д. Н. Анастасьева (заведующего литературной частью). Позднее к работе над спектаклями приглашались художники П. В. Вильямс, И. С. Федотов, Н. В. Кузьмин, Г. Б. Якулов, С. М. Аладжалов; композиторы М. Н. Герман, В. Н. Кочетов, Ю. С. Милютин, Л. А. Шварц; балетмейстеры И. А. Моисеев, М. М. Габович, Н. А. Глан, артисты оркестра Д. А. Лепилов (дирижёр) и Е. С. Пажитнова (пианистка-концертмейстер). Пению студийцев обучал актёр и педагог Б. В. Бибиков.
В труппу вошли артисты В. Н. Благовидова, Е. Б. Булатова, В. И. Гордон, Н. А. Делекторская, А. И. Завьялов, В. К. Иванов, А. М. Иноземцев, А. М. Колтыпин, Н. В. Лазарева, В. В. Марута, И. В. Мурзаева, Н. В. Пажитнов, Н. С. Полубояринов, С. С. Поляков, И. Д. Прокофьев, В. М. Процер, Э. Я. Сенкевич, К. И. Тарасова, И. С. Толкачёв, Е. С. Тряпкин, Г. И. Успенский, Т. С. Хлыстов, Г. И. Черноволенко, В. А. Шульц.
В период с 1928 по 1937 год (до слияния с московским Театром рабочей молодёжи) в труппу вошли артисты А. Р. Барский, В. М. Берхман, М. С. Волкова, А. Г. Гулиев, М. П. Дагман, Е. К. Забиякин, Ф. О. Заславский, В. И. Захарова, М. В. Зернов, И. К. Зиновьев, М. В. Хренов, П. Е. Клюквин, Н. К. Кечекезян, Б. П. Лебедев, Г. А. Моленгауэр, А. А. Мохов, Л. Д. Недович, А. Б. Немировский, А. Т. Павлихина, В. И. Павлова, Н. Н. Паркалаб, Е. Я. Петкер, С. М. Пущевой, В. А. Робинзон, Ю. К. Сабинин, Г. Е. Сергеева, Г. Д. Синельников, С. А. Солоницкий, М. А. Стрелкова, Т. А. Тамарина, И. Н. Теплых, Э. М. Тобиаш, И. С. Тульская, С. М. Хмара, П. С. Щербак, М. Н. Эволинская, В. С. Эрлих.
В 1933 году в школу при Театре-студии были приняты и вошли в труппу А. П. Адельгейм, Т. П. Альцева, Е. Н. Байкова, Л. Е. Гарфельд, Г. А. Георгиу, В. В. Герцик, М. М. Гнуни, Л. И. Данчева, Ф. В. Девольский, В. А. Дыховичный, А. Г. Кепинов, Г. А. Кондратьева, М. В. Малинина, Н. А. Мицкевич, И. П. Нильсен, Т. Н. Пылаева, В. Т. Романова, З. А. Соколова, О. С. Соловьёва, Э. Л. Утёсова, Е. Г. Фостер, И. А. Харитонов, З. А. Штеренберг.
В 1934 году труппа пополнилась артистами Бауманского театра рабочих ребят (в 1936 году переименован в Московский театр для детей) Т. А. Ардасеновой, С. Х. Гушанским, И. М. Дорониным, Н. И. Петровым, З. А. Сажиным.

## Репертуар

### 1928—1932
Театр-студия открылся 6 ноября 1928 года спектаклем-инсценировкой пародийного романа Сергея Заяицкого «Красавица с острова Люлю». Своего помещения не было, репетировали, где придётся, а спектакли шли в клубах Москвы и Подмосковья, в Доме культуры Советской Армении и в зале заседаний Академии художественных наук, при которой Р. Симоновым была организована экспериментальная театральная мастерская. По предложению руководства Академии режиссёром В. Швембергом в студии был поставлен «агитационный» спектакль по пьесе С. Городецкого и А. Кондратьева «Расколдованный клад» на актуальную тему — «о подписке на займы» (премьера состоялась в сентябре 1929 года). Одновременно началась работа над «Талантами и поклонниками» А. Н. Островского.
В апреле 1930 года студия получила официальный статус передвижного (то есть не имеющего собственной сцены) Театра-студии под руководством Р. Н. Симонова при Управлении московскими зрелищными предприятиями. Старшая часть труппы начала получать небольшую зарплату. И всё же, вспоминая первые три года жизни студии, Р. Симонов характеризовал их как «неимоверно трудные».
В начале 30-х годов театром-студией были поставлены несколько пьес советских авторов на современные темы: «Мы должны хотеть» В. Державина (пост. А. Лобанова с участием Р. Симонова, 1930), пьесу того же автора «На линии огня» (пост. Р. Симонова и И. М. Рапопорта, 1931) и другие. Спектакли по пьесам В. Державина хорошо принимались зрителями, особенно «На линии огня» с подзаголовком «Накал» — о роли комсомола в жизни страны на примере коллектива электрозавода. Действующие лица пьесы типичны для произведений тех лет — передовая работница- комсомолка, старый рабочий — ворчун и любитель выпить, секретарь комсомольской ячейки, скрывающая за внешней деловитостью свою эгоистическую сущность, рабочие-активисты и «несознательные рвачи». Известный критик В. Эрманс отмечал динамичный, эмоциональный характер постановки, выразительную игру актёров и призывал и дальше сохранять боевой настрой молодого коллектива. Близкая тема была поднята в пьесе «Энтузиасты» Е. Тарвид и Н. Серебрякова (1932). А. Лобанов в 1931 году поставил «Таланты и поклонники» по пьесе А. Н. Островскогои и в 1932 «Водевили эпохи французской революции». В декабре 1932 года и в августе следующего года коллектив успешно выступил на первых для него продолжительных гастролях в Ленинграде. Вместительные залы ленинградских Домов культуры заполнялись «до отказа».
Постановки, ставшие особо заметными:
«Красавица с острова Люлю» по роману С. Заяицкого (пост. Р. Симонова, художники Г. Якулов и С. Аладжалов, музыка Н. Сизова, танцы в постановке И. Моисеева, 1928).
Пародийный роман С. Заяицкого с характерным подзаголовком «Роман для дорожного чтения» рассказывает незамысловатую историю о том, как увидев на экране и поверив в реальное существование на далёком острове красавицы по имени Люлю, группа друзей-парижан отправляется на её поиски. Испытав в пути кораблекрушение, встречу с дикарями-людоедами и массу других приключений, все вместе возвращаются в Париж, где узнают, что в роли спасённой красавицы снималась служанка-привратница. Весёлый музыкальный спектакль с танцами и пантомимой пользовался успехом у зрителей и получил хорошие отзывы критиков. Создатели спектакля, как и вся студия, не получали платы, более того, для изготовления декораций и костюмов деньги собирали среди членов студии.
 «Таланты и поклонники» А. Н. Островского (пост. А. Лобанова, художник Б. Матрунин, 1931).

Ксения Тарасова в роли Негиной

Общественный просмотр спектакля прошёл 23 мая 1931 года в клубе фабрики «Гознак» на Плющихе, премьера — месяцем позже в театре сада «Эрмитаж». Первая крупная режиссёрская работа Андрея Лобанова принесла первый большой успех — спектакль и через много лет признавался лучшей постановкой театра-студии. Режиссёр отказался от ставшей уже привычной общепринятой трактовки классической пьесы А. Н. Островского как бытовой комедии, превратив её в социальную драму. Новое звучание пьесы было достигнуто изменением характера взаимоотношений между персонажами, точно найденным внешним обликом каждого из них, динамичностью представления, тщательно подобранным музыкальным сопровождением.
В центр спектакля Лобанов поставил сложные отношения юной актрисы Негиной с «ожидающим учительского места» бывшим студентом Мелузовым и «очень богатым помещиком» Великатовым. «Подчёркивались исковерканная судьба Негиной и её скорбь в финале, гражданский протест Мелузова, „волчья хватка“ двуликого, внешне импозантного Великатова, зловредность или никчёмность прочих заслуживающих обличения фигур», что внесло в пьесу большую социальную остроту. Динамику спектаклю придавали быстрая смена эпизодов, на которые режиссёр разделил четырёхактную пьесу, установка декораций на трёх вращающихся кругах. Между эпизодами звучали старые вальсы и польки, создающие атмосферу провинциального театра прошлого века. Художником Б. Матруниным были найдены точные внешние сценические образы героев спектакля: скромные платья Негиной (К. Тарасова), контрастирующие с блестящими нарядами Смельской (Е. Булатова), одетая по-народному «уютная старая» Домна Пантелевна (В. Благовидова), характерный для разночинцев 19 века облик Мелузова (Е. Забиякин), трагик Громилов (К. Иванов) в плаще и широкополой шляпе, напоминавший «театрального разбойника», молодящийся князь Дулебов (И. Полубояринов) в ярком цветном сюртуке и цилиндре. Актёрский ансамбль дополняли «вечно заспанная прислуга Негиных Матрёна (И. Мурзаева) и оберкондуктор на вокзале (М. Зернов) — фигура вещая, провозглашающая на протяжении многих лет старческим голосом об отходе поезда». Восхищаясь спектаклем, пресса отмечала в его ироничности, свежести, динамике определённое сходство с вахтанговской «Принцессой Турандот», а в критическом, революционном освоении классики находила «незримую тень недавнего вождя Театрального Октября».
К концу сезона 1934−1935 годов «Таланты и поклонники» прошли с постоянном аншлагом около 600 раз, а всего до закрытия театра более 1000 раз. Зрительскому успеху не помешали «Таланты и поклонники» МХАТа (постановка К. С. Станиславского, Н. Н. Литовцевой и В. А. Орлова, 1933).
«Энтузиасты» Е. Тарвид и Н. Серебрякова (пост. Р. Симонова, художник Б. Матрунин, 1932).
Спектакль повествовал о жизни советской рабочей молодёжи — труде, отдыхе, личных взаимоотношениях. Выполняя срочное задание, рабочие-комсомольцы трудятся, не считаясь со временем. Для не слишком выигрышной темы необходимо было найти убедительную и занимательную театральную форму, и режиссёр определил её как «музыкально-драматическую». Музыкальное сопровождение способствовало организации действия, помогло «оживить» спектакль, задать нужный темп сценическому движению актёров.
 «Водевили эпохи французской революции» (пост. А. Лобанова, 1932).

А. Лобанов (третий справа) с участниками спектакля «Водевили эпохи французской революции»

Спектакль-водевиль потребовал от исполнителей, — драматических актёров «разговорного жанра», — умения петь и танцевать, как это свойственно «лёгкому жанру». Режиссёру, в свою очередь, потребовалось внести такие изменения в сюжеты водевилей, написанных полтора века назад, чтобы они могли быть интересными для современного зрителя. Вставные номера-интермедии, сатирическое изображение представителей «реакционного духовенства» помогло придать водевилям политическую заострённость и связать события в революционной Франции конца 18 века с жизнью советского общества начала 20-го. Симонов писал в своих воспоминаниях: «В нашем спектакле актёру впервые пришлось столкнуться с водевильными куплетами, с водевильными ритмами, он впервые стал говорить о больших проблемах лёгким языком водевильного персонажа, и если ему это не всегда ещё удавалось, если формой он подчас и не овладел — это не могло дать повода к пессимизму, а, наоборот, должно было явиться стимулом к новой работе над подобным жанром, к сожалению, так мало распространённым на советской сцене.».

### 1933—1937
К концу 1933 года завершился долгожданный ремонт предназначенного для студии здания на Большой Дмитровке со зрительным залом на 400 мест. Торжественное открытие теперь уже стационарного театра-студии состоялось 20 ноября 1933 года. За неполные пять лет с конца 1933 и по 1937 год были выпущены девять спектаклей, не считая доведённой в 1937 году до генеральных репетиций, но не завершённой «Бесприданницы» А. Н. Островского. За это же время театр побывал на гастролях во многих городах: Горьком, Мурманске, Харькове, Ленинграде (дважды), городах Кавказских Минеральных Вод. Выпущенные спектакли:
 «Эллен Джонс» («Машиналь») С. Тредуэлл (пост. Р. Симонова и А. Габовича, художники А. Оленев, В. Либсон и Л. Кулага, 1933). 

«Эллен Джонс». Сцена из спектакля

В центре пьесы американской писательницы Софи Тредуэлл трагическая судьба простой работницы Эллен, погибающей в попытке противостоять бездушной «машине» — олицетворением которой в пьесе является капиталистическое государство. Эллен одинока в своей борьбе, её окружают недостойные люди, её предаёт человек, которого она полюбила. В пьесе нет никакой реальной машины, если не считать за таковую электрический стул, на котором казнят Эллен за убийство мужа. И в этом спектакле большое место занимало музыкальное сопровождение — звучали  народные американские песни. Эта пьеса шла одновременно в Камерном театре и обе постановки с Алисой Коонен и Ксенией Тарасовой в заглавной роли пользовались одинаково большим успехом.
 «Вишнёвый сад» А. П. Чехова (пост. А. Лобанова, 1934) . В отличие от большинства других постановок Лобанова, «Вишнёвый сад» был встречен хором критических отзывов, в котором оказались почти неслышными отдельные  доброжелательные голоса. «Лобанова обвинили в искажении Чехова, в забвении традиций истолкования его пьес в Художественном театре, в нигилизме по отношении к культурному наследию, в вульгарном социологизме, только что сокрушительно раскритикованном. Суд вершился и на страницах газет и в общественном мнении» .                                                                            
Даже через 20 лет официальная точка зрения на спектакль не изменилась. Наиболее резко она была выражена в капитальных «Очерках истории русского советского драматического театра»: «В этом спектакле, полемически направленном против постановки Художественного театра, было допущено  самое откровенное искажение характеров, жанра, композиции и самой идейной сущности пьесы.».
Так была расценена попытка режиссёра прочесть пьесу именно как комедию, придать героям сатирические или отрицательные черты,  лишить их показного внешнего благородства. Р. Симонов писал о Лобанове: «В искусстве он всегда умел найти новое, какое-то неожиданное решение. Его решения иногда даже казались парадоксальными, чуть ли не скандальными, но они всегда были интересными и талантливыми. Например, его спектакль «Вишнёвый сад». Там всё было наперекор традиции. Обычно Шарлотту играют комические старухи, а в студии  дали эту роль молоденькой, хорошенькой и изящной студийке Г. Сергеевой. Раневская у него лишалась какой-либо дымки поэзии. Это была шикарная дама, «прожигавшая жизнь» в Париже. Лакей Яша вдруг оказался  странным образом связанным с ней, а вместо традиционно «голубой» Ани в спектакле была девочка, которая резко осуждала свою мать и довольно зло сплетничала о ней … ». Трезвомыслящему  купцу Лопахину в спектакле противопоставлялся «вечный студент» и «облезлый барин» Трофимов, который произносил знаменитый возвышенный монолог о труде и человеке в пьяном виде перед ресторанными половыми. Гаев представлен  пустым, никчемным, ничего не умеющим и не желающим делать. «Ушёл в тень» поэтический  образ цветущего вишнёвого сада —  символа дорогого для героев пьесы прошлого. 

Гаев — Н. С. Толкачёв (слева) и Лопахин — Ю. Т. Черноволенко

Ксения Тарасова, исполнительница роли Ани, писала: «Помню наш спор. Мы спорили втроём — Лобанов, Хмелёв и я. Спорили сразу после спектакля:
— Зритель должен хохотать над Раневскими, Гаевыми, и я рад, что зал смеётся. Эта порода людей ликвидирована,  — говорил он с весёлым азартом, с твёрдой решимостью переубедить нас.
— Андрей, ты озорничаешь, — кипятился Хмелёв.
— Пришла пора пересмотреть ошибки. Я за Чехова против МХАТ, — уверенно говорил Лобанов. 
И он пересматривал весело, талантливо, озорно».
«Мне кажется, нет, я убеждён, если была бы возможность увидеть лобановский «Вишнёвый сад» теперь, не было бы горьких для Лобанова и нас обвинений, не было бы язвительных статей. < …. > Я определил  бы  лобановский спектакль как высокую комедию, полную язвительной иронии и нравственного смысла. В ней высмеивалось и развенчивалось то, что подлежало осмеянию и развенчиванию» (Н. В. Пажитнов, цит. по ).                                                   
Аналогичную оценку высказал и Р. Симонов: «Конечно, решение спектакля было для того времени очень смелым, но сейчас, когда прошло столько времени, я, ещё раз вспоминая эту постановку в моей студии, убеждаюсь, насколько верно, органично раскрыл Лобанов эту пьесу … » .
 «Поднятая целина» по роману М. Шолохова (пост. Р. Симонова и А. Лобанова, художник И. Зиновьев, 1934). В спектакле были заняты все артисты труппы, он полностью  отвечал требованиям времени. Критик Вл. Морской, увидевший спектакль на гастролях театра в Харькове, писал: «Рубен Симонов развернул большую и яркую картину первых шагов коллективизации на Дону. Да, на сцене предстала поднятая целина, богатая, благодатная, которую взрыхляет плуг пролетарской мощи и мудрости. Симонов в тонах эпопеи создаёт спектакль реалистический, проникнутый огромной любовью к новому казачеству, направленный всем остриём своим против классового врага». (Вл. Морской. «Поднятая целина». — «Харьковский рабочий», 1935, 1 июня).
 «Семья Волковых» А. Давурина (пост. Р. Симонова, художник Б. Матрунин, 1935). «Спектакль с большими или меньшими удачами отдельных исполнителей играется хорошо в ансамбле, в плане простых естественных образов, без особой подчёркнутости и нажимов. В умении работать с актёрами, конечно, большое достижение художественного руководства театра. Вдумчивая работа режиссёра делает данный спектакль «актёрским». Оттуда, от его актёрской природы – его несомненная эмоциональность, заразительность, его активность» (Д. Тальников. «Семья Волковых». – «Советское искусство», 1936, 17 января).
 «Всегда в пять» С. Моэма (пост. А. Лобанова, 1936) 
 «Музыкантская команда» Д. Деля (пост. А. Лобанова и В. Маруты, 1936)
 «Свидание» К. Финна (пост. Р. Симонова, художник Б. Матрунин, 1936)
 «Дети солнца» М. Горького (пост. А. Лобанова и В. Маруты, 1937). Первое обращение А. Лобанова к наиболее сложному из произведений драматургии Горького и первая встреча молодых актёров с пьесой  трагикомического жанра. 

«Дубровский». Сцена из последнего акта

 «Дубровский» по роману А. С. Пушкина (пост. Р. Симонова, художник Н. Кузьмин, 1937) .  Спектакль готовился к 100-летию со дня смерти поэта, что придавало будущей постановке особое значение. Определённую трудность для студийцев составил новый для них приподнято — романтический жанр повести, овладеть которым, по словам Симонова, было непросто.

## Слияние с Московским ТРАМом
Театр-студия под руководством Р. Н. Симонова проработал 11 лет — с 1926 по 1937 год. Образованный в 1936 году Всесоюзный комитет по делам искусств начал в конце 30-х годов реорганизацию театрального дела в стране. Некоторые театры и студийные коллективы были закрыты, в том числе МХАТ 2-й, Театр ВЦСПС, Театр имени Вс. Мейерхольда, Театр-студия под руководством Алексея Дикого. Объединены (не всегда удачно) различные по своим творческим принципам коллективы — Камерный театр Таирова с Реалистическим театром Охлопкова, Театра-студии им. М. Н.  Ермоловой  со Студией Хмелёва. Были закрыты или реформированы многочисленные в то время театры рабочей молодежи (ТРАМы).
В конце 1937 года Театр-студия под руководством Р. Н. Симонова был объединён с московским ТРАМом. Новый коллектив, получивший в 1938 году имя Московского театра им. Ленинского комсомола (при выборе названия сыграла роль постановка спектакля по роману Н. Островского «Как закалялась сталь»), возглавил актёр и режиссёр И. Н.  Берсенев.  Из прежнего состава театра-студии в нём остались немногие: Н. А. Делекторская,  В. В. Марута, Н. Н. Паркалаб,  Г. Е. Сергеева,  К. И. Тарасова и некоторые другие.  Р. Н. Симонов в 1939 году был назначен главным режиссёром (художественным руководителем) Театра имени Евг. Вахтангова, в котором служил до конца жизни.